# 대가야여객
대가야여객(大伽倻旅客)은 경상북도 고령군의 농어촌버스 기업이며, 본사는 경상북도 고령군 대가야읍 일량로 85-10(고아리 140-10)에 있다.

## 역사
1980년 3월 21일에 경상북도 고령군 고령읍 헌문리에서 경상교통으로 경상여객 고령군내버스 고령군 시내용 영업소 분리 독립 설립을 하였다. 이후 고령로얄로 변경하였다가 고령버스, 동부강남, 가야고령 등의 명칭을 거쳐 2010년 2월 경일여행으로 사명을 변경했다가, 2015년에 고령읍이 대가야읍으로 명칭이 변경되면서 이에 맞게 현재의 사명으로 변경되었다.
2014년 고령군청에 경영 상황을 서면으로 제출하면서 10여년 동안 상승한 유류비로 발생한 적자 누적, 2006년 2월 대구 시내버스 환승 시작으로 승객 감소, 2011년 파업으로 인한 임금 인상 등을 이유로 12월 22일 목요일부터 606번 노선 면허 및 운송사업면허 반납을 추진하면서 고령군에서 논란이 되었다. 고령군의회에서는 적자는 믿을 수 없으며, 면허를 반납한다면 고령~대구 서부정류장을 잇는 시외버스 노선과 고령~대구 달성 위천삼거리 간 시내버스를 활용을 모색했다. 결국 12월 22일 목요일에 면허를 반납했고, 이를 처리해야 하는 고령군의회에서는 2014년 12월 23일 화요일에 간담회를 가지는 등 대책을 논의해서 운행 횟수 조정, 적자 감소를 위한 상호 노력, 요금 현실화, 재정진단 용역을 거쳐 보조금 지원 여부를 검토하기로 합의하면서 12월 30일에 반납한 면허를 되찾아갔다.
본사는 본래 대가야읍 헌문리에 있었다가, 읍내 남동쪽의 고아리로 이전했다.

## 운행 노선

### 고령군 관내농어촌버스
- ● 고령 ~ 외동
- ● 고령 ~ 평지
- ● 고령 ~ 작은동 ~ 배티
- ● 고령 ~ 득성 ~ 옥산 ~ 오곡 ~ 부리 ~ 생동
- ● 고령 ~ 사촌 ~ 도진 ~ 난야월 ~ 속동 ~ 야정 ~ 월호 ~ 대곡동 ~ 연동 ~ 사전동 ~ 봉산동 ~ 포동 ~ 예곡 (시간대별 경유지 다름)
- ● 고령 ~ 성산박곡 ~ 새터 ~ 무계 ~ 벌지 ~ 송곡 ~ 다산
- ● 고령 ~ 저전
- ● 고령 ~ 반용사
- ● 고령 ~ 득성 ~ 성산박곡 ~ 대흥, 용소, 상용 (시간대별 경유지 다름)
- ● 고령 ~ 가륜 ~ 노리 ~ 용홍 ~ 옥계 ~ 백동 ~ 백운리 ~ 노리 ~ 국민호텔 (시간대별 경유지 다름)
- ● 고령 ~ 송림 ~ 백산 ~ 석사 ~ 신촌 ~ 산주
- ● 고령 ~ 운수
- ● 고령 ~ 용암

## 보유 차량

#### 자일대우버스
- 자일대우 레스타
- 자일대우 NEW BS090
- 자일대우 NEW BS106

#### 현대자동차
- 현대 뉴 슈퍼에어로시티[8]